# Rini Coolen
Rini Coolen (* 10. Februar 1967 in Arnheim) ist ein niederländischer ehemaliger Fußballspieler und aktueller -trainer. Er ist seit 1. Juli 2018 der Cheftrainer des norwegischen Erstligisten Rosenborg Trondheim.

## Spielerkarriere
Coolen begann seine Karriere 1985 beim damaligen Zweitligisten Go Ahead Eagles. Nachdem er sich dort durchsetzen konnte, wechselte der Verteidiger 1988 zu Ligakonkurrent Heracles Almelo. Durch ansprechende Leistungen lieh ihn zur Folgesaison De Graafschap aus. Allerdings schaffte es Coolen dort nicht ins Team, so dass er 1990/91 wieder nach Almelo zurückkehrte. Dort blieb er bis 1994. Mit der Mannschaft erreichte er 1991 und 1992 den sechsten Rang sowie 1994 Platz vier. Im Sommer 1994 wechselte Coolen erneut zu einem Ligakonkurrenten, dem AZ Alkmaar. In seiner letzten Profisaison erreichte der Verein den ersten Platz in der Eerste Divisie und konnte somit den Aufstieg in die Eredivisie feiern.

## Erfolge als Spieler
- Aufstieg in die Eredivisie mit AZ Alkmaar: 1996

## Trainerkarriere
Kurz nach dem Ende seiner aktiven Karriere, zog es Coolen wieder nach Almelo. Dort war er zwischen 1996 und 1999 Assistent, ehe es ihn zum FC Twente Enschede zog. Dort betreute der ehemalige Abwehrspieler die Reservemannschaft. Zur Saison 2002/03 beorderte ihn René Vandereycken in die Profimannschaft, wo Coolen fortan als Co-Trainer aktiv war. Nachdem Vandereycken 2004 ausgeschieden war, übernahm dessen Assistent die Leitung. Dies war Coolens erste Cheftrainerstation. Im ersten Jahr erreichte er mit Twente Platz fünf in der Eredivisie. In der Saison darauf wurde der Trainer am 1. Februar 2006 gekündigt. Im Sommer 2006 zog es ihn schließlich zum AGOVV Apeldoorn in die zweite Liga. Nachdem der Klub nahe dem Abstieg stand, wurde Coolen am 21. Februar 2007 entlassen. Erst im November de Folgejahres fand er einen neuen Verein und unterzeichnete bei RBC Roosendaal. Allerdings erreichte das Team nach Ablauf der Saison 2008/09 nur einen enttäuschenden 16. Platz in der Eerste Divisie.
Am 5. Juli 2010 unterschrieb Coolen einen Vertrag beim Australischen Verein Adelaide United. Nach einem schwachen Start in die Saison 2011/12 wurde Coolen im Dezember 2011 von seinen Aufgaben als Cheftrainer entbunden und soll sich zukünftig um das Nachwuchsprogramm des Klubs kümmern.
Seit Juli 2018 ist er Cheftrainer von Rosenborg Trondheim.